# أسفروج (راز)
أسفروج (بالفارسية: اسفروج) هي قرية تقع في إيران في قسم راز الريفي. يقدر عدد سكانها بـ 54 نسمة بحسب إحصاء 2016.